# Jimmy Nielsen
Jimmy Nielsen (* 6. August 1977 in Aalborg) ist ein ehemaliger dänischer Fußballspieler und jetziger -trainer.

## Karriere
Jimmy Nielsen wurde in Aalborg geboren und begann seine Fußballkarriere zunächst beim unterklassigen FC B52 Aalborg, bevor dieser zu Aalborg BK kam. Seinen ersten Profivertrag unterschrieb der großgewachsene Torwart allerdings beim FC Millwall die zu diesem Zeitpunkt in der damaligen Football League First Division spielten. Sein Debüt im Profibereich gab er jedoch beim Aalborg BK nachdem Nielsen in England zu keinem Pflichtspieleinsatz kam. Beim Aalborg BK war Nielsen über zehn Jahre Stammkeeper und gewann in der Saison 1998/99 mit Aalborg die dritte Meisterschaft der Klubgeschichte.
Am 4. Juni 2007 unterzeichnete Nielsen einen Kontrakt bei Leicester City kam dort wie beim FC Millwall zu keinem Einsatz. Bei den „Füchsen“ aus Leicester kam Nielsen nicht am Ungarn Márton Fülöp vorbei, sodass Nielsen sich dazu entschloss in der Wintertransferperiode den Verein aus den East Midlands zu verlassen.
Am 23. Januar 2008 unterschrieb Nielsen einen Vertrag in seiner dänischen Heimat bei Vejle BK.
Im Februar 2010 unterschrieb Nielsen zunächst für eine Spielzeit beim US-amerikanischen Major-League-Soccer-Klub Sporting Kansas City, bevor er diesen bis zum Ende der Saison 2011 verlängerte. Ende 2013 beendete er nach dem Gewinn der Meisterschaft seine aktive Karriere als Fußballspieler.
Von 2014 bis 2017 trainierte er Oklahoma City Energy in der North American Soccer League.

## Persönliches
Seinen Spitznamen „Casino Jimmy“ verdankt Nielsen seinen damaligen U-21-Mannschaftskameraden Allan Kierstein Jepsen und Peter Degn, mit denen er während einer Vorbereitung auf ein Spiel der dänischen U-21-Auswahl im Jahr 1999, bis in die frühen Morgenstunden in einem Casino in Vejle spielte. Nachdem dieses publik wurde, wurden alle drei aus der Nationalmannschaft ausgeschlossen. In den folgenden Jahren hatte er immer wieder Probleme aufgrund seiner Spielsucht, die er ausführlich in zwei Versionen seiner Autobiografie beschreibt: 2006 in einer dänischen und 2013 in einer in den USA erschienenen englischsprachigen Version.
Nielsen ist außerdem auch unter dem Spitznamen „The White Puma“ bekannt.

## Erfolge und Auszeichnungen

### Titel
- Dänischer Meister: 1999
- U.S. Open Cup: 2012
- Major League Soccer: MLS-Cup 2013

### Persönliche Auszeichnungen
- Dänischer Torwart des Jahres: 1998, 2004
- MLS All Star 2010,[5] 2012
- MLS Best XI: 2012

## Werke
- Jimmy Nielsen (mit Paolo Bandini): Welcome to the Blue Heaven: Don't Bet Against the Goalkeeper. Ascend Books, Kansas, USA 2013, ISBN 978-0-9856314-8-2 (englisch).